# 奇形の人形
『奇形の人形』（きけいのにんぎょう）は、1993年2月9日に配布されたGLAYのデモテープである。

## 概要
- ライブハウス「神楽坂EXPLOSION」でのライブ入場者に配布されたデモテープである。
- ジャケットのイラストはTERUが手がけたもの。
- 歌詞カードには、TAKUROによる収録曲へのコメントが記載されている。

## 収録曲
1. HELLO! NEW YORKER
2. WALTZ～灰色のロシア～
3. 魔女狩り
4. 奇形の人形
ロシアの民謡を基に作られた曲。